# Hugo Kauffmann

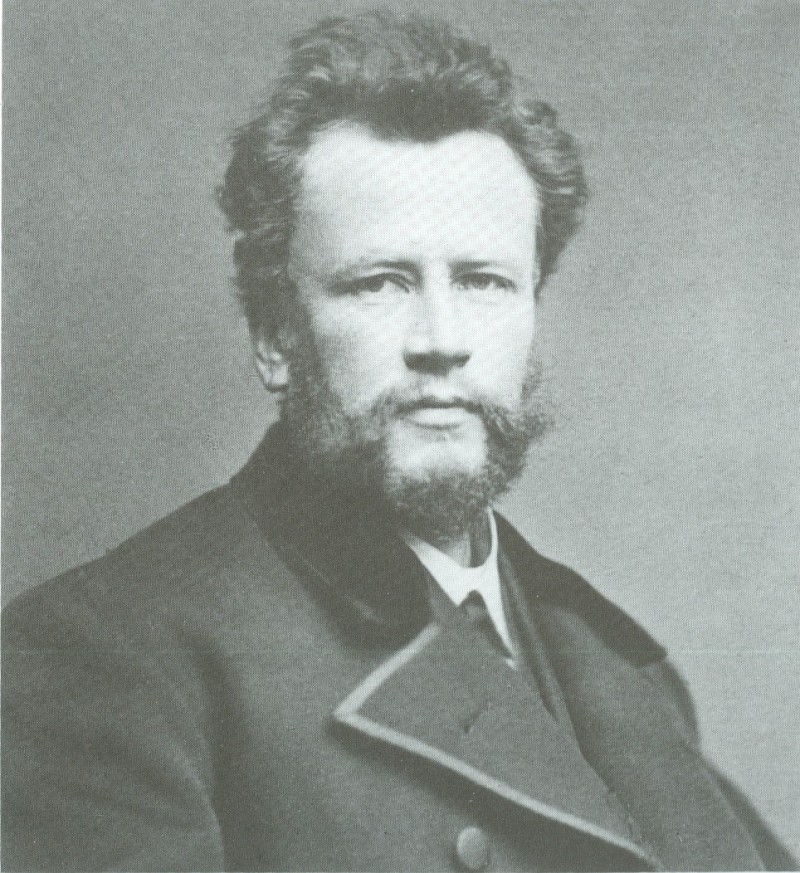
Hugo Kauffmann

Hugo Wilhelm Kauffmann (* 7. August 1844 in Hamburg; † 30. Dezember 1915 in Prien am Chiemsee) war ein deutscher Maler und Zeichner.

## Leben
Der Sohn des Hermann Kauffmann ging 1861 nach Frankfurt/Main und arbeitete dort unter Jakob Becker, Edward Jakob von Steinle und Johann Nepomuk Zwerger. Zu seinen Mitschülern am Städelschen Institut zählten Johann Georg Mohr, Fritz Rumpf, Robert Forell und Oscar Goebel.
Von 1863 bis 1871 wohnte er in Kronberg im Taunus. Dazwischen brachte er einen Winter in Hamburg und 1867 eine fünfmonatige Versuchszeit in Düsseldorf zu. Ferner hielt er sich anderthalb Jahre in Paris auf, von wo ihn 1870 der Krieg vertrieb.
1871 nahm er seinen Wohnsitz in München. Kauffmanns Gestaltungskraft, unterstützt von feiner Beobachtung und gesundem Humor, verbunden mit charakteristischer Zeichnung und feinstem Kolorit, verlieh seinen Arbeiten etwas Frisches und Lebendiges. Seine Themen entnahm er mit Vorliebe den unteren Kreisen der städtischen und ländlichen Bevölkerung, die er auf seinen Ausflügen und Reisen beobachtete, und brachte sie mit Realitätssinn zur Darstellung.
Hugo Kauffmanns Sohn Hermann Kauffmann (der Jüngere) wurde ebenfalls Maler.

## Werke
- Der ungebetene Gast
- Wirtshausszenen
- Walzer für die Alten (1870)
- Aufbruch zum Treibjagen
- Erzählungen aus dem Krieg

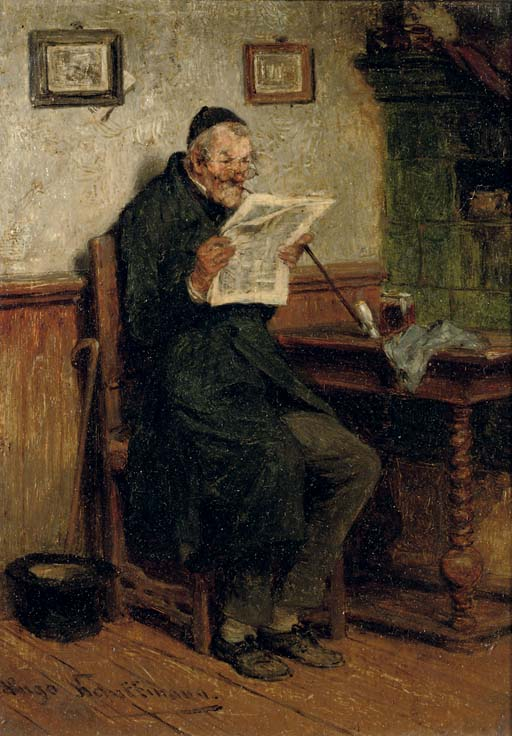
Die täglichen Nachrichten

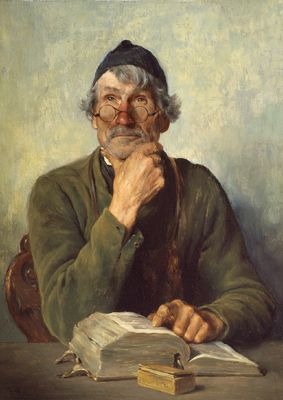
Lesender Alter, 1879

- Zeitungsleser mit langer Gesteckpfeife[2]
- Rückkehr von der Jagd (1871)
- Auf der Kegelbahn
- Bauern beim Kartenspiel
- Savoyardenjunge
- Karnevalszene in Paris
- Violinspieler in der Theaterschenke (1872)
- Hundedressur
- Jagdszene
- Sonnenschein
- Die täglichen Nachrichten
- Kinder am Bach, Wortwechsel (1873)
- Die Versteigerung (1874)
- Lesender Alter (1879)
- Streit beim Kartenspiel (1883)
- Abgestürzt (1886)

Außerdem schuf er wertvolle Tusch- und Federzeichnungen, von denen einige Zyklen durch Lichtdruck veröffentlicht worden sind:
- Hochzeitsleute und Musikanten
- Biedermänner und Konsorten
- Spießbürger und Vagabunden